# Angelo Zottoli
Angelo Zottoli (21. června 1826, Neapol – 9. listopadu 1902, Šanghaj) byl italský katolický kněz, misionář v Číně, sinolog a překladatel.

## Životopis
Do jezuitského řádu vstoupil v roce 1843, v roce 1848 dokončil jako jeden z prvních Evropanů čínská vysoká studia spolu s čínskými studenty. Od roku 1853 učil a vedl kolej sv. Ignáce, šanghajskou školu pro křesťanské kněze čínského původu. Při této práci napsal pětisvazkovou latinskou učebnici čínštiny Cursus litterae sinicae neo-missionariis accommodatus, vynikajícím způsobem přeložil do latiny mnoho klasických děl čínské literatury (Konfucius), vytvořil čínský slovník a také mnoho menších teologických textů v čínštině.
Jeho jako báseň v próze pořízené překlady klasické čínské poesie do latiny byly spolu s jinými překlady jedním z hlavních zdrojů pro známé parafráze Bohumila Mathesia (Zpěvy staré Číny).